# Xiong Jingnan
Xiong Jingnan (chiń. 熊竞楠; ur. 12 stycznia 1988 w Jining) – chińska zawodniczka MMA walcząca w kategorii słomkowej. Od stycznia 2018 roku jest mistrzynią ONE Championship w wadze słomkowej.

## Osiągnięcia

### Mieszane sztuki walki
- 2018- nadal: Mistrzyni ONE Championship w wadze słomkowej

## Lista zawodowych walk w MMA
| Wynik     | Bilans | Przeciwnik                   | Rozstrzygnięcie                                        | Runda | Czas | Rozgrywki                               | Data       | Miejsce   | Uwagi                                                                      |
| --------- | ------ | ---------------------------- | ------------------------------------------------------ | ----- | ---- | --------------------------------------- | ---------- | --------- | -------------------------------------------------------------------------- |
| Wygrana   | 18-2   | Angela Lee (11-2)            | Decyzja (jednogłośna)                                  | 5     | 5:00 | ONE on Prime Video 2                    | 1.10.2022  | Kallang   | Obroniła pas mistrzowski ONE Championship w wadze słomkowej, Main Event    |
| Wygrana   | 17-2   | Ayaka Miura (11-3)           | Decyzja (jednogłośna)                                  | 5     | 5:00 | ONE: Heavy Hitters                      | 14.01.2022 | Kallang   | Obroniła pas mistrzowski ONE Championship w wadze słomkowej, Main Event    |
| Wygrana   | 16-2   | Michelle Nicolini (6-2)      | Decyzja (jednogłośna)                                  | 5     | 5:00 | ONE Championship: Empower               | 3.09.2021  | Kallang   | Obroniła pas mistrzowski ONE Championship w wadze słomkowej, Main Event    |
| Wygrana   | 15-2   | Tiffany Teo (9-1)            | Decyzja (jednogłośna)                                  | 5     | 5:00 | ONE Championship: Inside the Matrix     | 30.10.2020 | Kallang   | Obroniła pas mistrzowski ONE Championship w wadze słomkowej                |
| Przegrana | 14-2   | Angela Lee (9-2)             | Poddanie (duszenie zza pleców)                         | 5     | 4:48 | ONE Championship: Century Part 1        | 13.10.2019 | Tokio     | Pojedynek o pas mistrzowski ONE Championship w wadze atomowej, Main Event  |
| Wygrana   | 14-1   | Angela Lee (9-0)             | TKO (kopnięcie na korpus i ciosy pięściami w parterze) | 5     | 1:37 | ONE Championship: A New Era             | 31.03.2019 | Tokio     | Obroniła pas mistrzowski ONE Championship w wadze słomkowej, co-Main Event |
| Wygrana   | 13-1   | Samara Santos Cunha (11-5-1) | KO (cios)                                              | 3     | 1:22 | ONE Championship: Beyond the Horizon    | 8.08.2018  | Szanghaj  | Obroniła pas mistrzowski ONE Championship w wadze słomkowej, Main Event    |
| Wygrana   | 12-1   | Laura Balin (10-2)           | Decyzja (jednogłośna)                                  | 5     | 5:00 | ONE Championship: Pinnacle of Power     | 21.06.2018 | Pekin     | Obroniła pas mistrzowski ONE Championship w wadze słomkowej, co-Main Event |
| Wygrana   | 11-1   | Tiffany Teo (7-0)            | TKO (ciosy pięściami)                                  | 4     | 2:17 | ONE Championship: Kings of Courage      | 20.01.2018 | Dżakarta  | Zdobyła pas mistrzowski ONE Championship w wadze słomkowej, Main Event     |
| Wygrana   | 10-1   | April Osenio (2-2)           | TKO (ciosy pięściami)                                  | 1     | 3:44 | ONE Championship: Warriors of the World | 9.12.2017  | Bangkok   | debiut w ONE Championship                                                  |
| Wygrana   | 9-1    | Alena Gondášová (0-0)        | KO (wysokie kopnięcie na głowę)                        | 2     | 4:13 | Kunlun Fight MMA 7                      | 15.12.2016 | Pekin     | pojedynek w kategorii słomkowej                                            |
| Wygrana   | 8-1    | Julia Borisova (3-3)         | Decyzja (jednogłośna)                                  | 3     | 5:00 | Kunlun Fight 51                         | 10.09.2016 | Fuzhou    | pojedynek w kategorii muszej                                               |
| Wygrana   | 7-1    | Aya Saied Saber (3-7)        | TKO (ciosy pięściami)                                  | 1     | 4:00 | Kunlun Fight 48                         | 31.07.2016 | Jining    |                                                                            |
| Wygrana   | 6-1    | Daria Chibisova (0-2)        | Decyzja (jednogłośna)                                  | 3     | 5:00 | Kunlun Fight 30                         | 4.09.2015  | Dazhou    | pojedynek w kategorii koguciej                                             |
| Przegrana | 5-1    | Colleen Schneider (6-6)      | Decyzja (jednogłośna)                                  | 3     | 5:00 | Kunlun Fight 26                         | 6.06.2015  | Chongqing | limit umowny -59 kg                                                        |
| Wygrana   | 5-0    | Viktoriya Godomchuk (1-1)    | TKO (ciosy pięściami)                                  | 1     | 1:43 | Kunlun Fight 23                         | 26.04.2015 | Changsha  | limit umowny -59 kg                                                        |
| Wygrana   | 4-0    | Marina Lvova (0-1)           | TKO (ciosy pięściami)                                  | 1     | 1:52 | Kunlun Fight 22                         | 12.04.2015 | Changde   |                                                                            |
| Wygrana   | 3-0    | Liliya Kazak (2-2-1)         | Decyzja (jednogłośna)                                  | 3     | 1:22 | Kunlun Fight 19                         | 1.02.2015  | Guangzhou |                                                                            |
| Wygrana   | 2-0    | Liubov Tiupina (0-0)         | TKO (ciosy pięściami)                                  | 1     | 2:19 | Kunlun Fight 15                         | 3.01.2015  | Nankin    |                                                                            |
| Wygrana   | 1-0    | Inna Hutsal (0-0)            | Poddanie (dźwignia prosta na staw łokciowy)            | 1     | 0:50 | Kunlun Fight 9                          | 31.08.2014 | Shangqiu  | debiut w zawodowym MMA, pojedynek w kategorii muszej                       |